# Las cárceles de Soledad Real
Las cárceles de Soledad Real es una obra resultado de la compilación de las entrevistas realizadas a Soledad Real por la periodista Consuelo García en la que cuenta su paso por las cárceles de la España franquista.

## Contexto
Tras la guerra civil, la violencia y la represión continuaron como parte de una estrategia planificada por el nuevo régimen, que buscaba vengarse e impedir la reconciliación con los vencidos. Esta venganza fue excepcionalmente amplia, violenta y prolongada en el tiempo.
A partir de la década de los años sesenta comenzaron a ser publicados los testimonios de las presas de Franco. El primer libro de denuncia sobre la cárcel de Ventas, Cárcel de Ventas, fue escrito por una ex detenida, Mercedes Núñez Targa y apareció en París en 1966. Juana Doña describió su experiencia en forma de “novela-testimonio” en Desde la noche y la niebla, publicado en Madrid  en 1978; Tomasa Cuevas recogió los testimonios de más de trescientas presas en Testimonios de mujeres en las cárceles franquistas, cuyo primer libro apareció en 1985. También están los libros de Carlota O'Neill, Una mujer en la guerra de España, Lola Canales y Nieves Torres.
Estas obras, escritas por mujeres que vivieron el sistema penitenciario y las represalias, buscaron romper el silencio y rescatar una memoria que se intentó borrar. Se inscriben en la tradición de la escritura testimonial en Europa, surgida tras las experiencias de violencia en los conflictos bélicos del siglo XX, especialmente el Holocausto, y forman parte de la "era del testimonio" que emergió tras la Segunda Guerra Mundial. Este movimiento permite que las víctimas encuentren reconocimiento, tanto a nivel personal como institucional, compartiendo sus vivencias para preservar la memoria de un pasado traumático y facilitando, en muchos casos, un proceso de aceptación y reconciliación personal.

## Sinopsis
Soledad Real López fundó junto Teresa Pàmies, Margarida Abril e Isabel Vicente L’Aliança Nacional de la Dona Jove y fue militante comunista, al integrarse en las Juventudes Socialistas Unificadas de Cataluña, en cuyo semanario Juliol, colaboró. Al finalizar la guerra huyó a Francia, donde estuvo nueve meses refugiada, siendo devuelta a España, en 1939, por el gobierno colaboracionista de Vichy. En 1941 fue detenida por sus actividades contra el franquismo, pasando 16 años en diferentes cárceles. A su salida de la cárcel, en 1957, siguió participando en asociaciones como en el Movimiento Democrático de Mujeres y en la Asociación de las Mujeres del barrio madrileño de Lucero y militando en el Partido Comunista de España (PCE) y después en el Partido Comunista de los Pueblos de España (PCPE).  Consuelo García le realizó varias entrevistas que autopublicó primeramente en alemán.

## Ediciones
- La primera edición apareció en alemán en 1981 con el título Die Hand des Herzens. Leben und Kämpfe der Spanierin Soledad Real, publicada en Munich por Verlag AutorenEdition.[6]
- En 1982 fue publicada por Ediciones Alfaguara Nostromo con el título Las cárceles de Soledad Real: una vida.[6]
- Y en 1988 apareció Las cárceles de Soledad Real editada por Círculo de Lectores.[6]